# Les Préaux
Les Préaux és un municipi francès situat al departament de l'Eure i a la regió de Normandia. L'any 2007 tenia 436 habitants.

## Demografia

### Població
El 2007 la població de fet de Les Préaux era de 436 persones. Hi havia 164 famílies de les quals 28 eren unipersonals (4 homes vivint sols i 24 dones vivint soles), 60 parelles sense fills, 72 parelles amb fills i 4 famílies monoparentals amb fills.
La població ha evolucionat segons el següent gràfic:
Habitants censats

### Habitatges
El 2007 hi havia 184 habitatges, 160 eren l'habitatge principal de la família, 19 eren segones residències i 5 estaven desocupats. Tots els 184 habitatges eren cases. Dels 160 habitatges principals, 133 estaven ocupats pels seus propietaris, 25 estaven llogats i ocupats pels llogaters i 2 estaven cedits a títol gratuït; 3 tenien dues cambres, 25 en tenien tres, 60 en tenien quatre i 72 en tenien cinc o més. 137 habitatges disposaven pel capbaix d'una plaça de pàrquing. A 66 habitatges hi havia un automòbil i a 85 n'hi havia dos o més.

### Piràmide de població
La piràmide de població per edats i sexe el 2009 era:
| Homes | Edats   | Dones |
| ----- | ------- | ----- |
| 0     | 95 o +  | 0     |
| 0     | 90 a 94 | 0     |
| 4     | 85 a 89 | 0     |
| 0     | 80 a 84 | 0     |
| 4     | 75 a 79 | 8     |
| 4     | 70 a 74 | 4     |
| 4     | 65 a 69 | 4     |
| 4     | 60 a 64 | 12    |
| 12    | 55 a 59 | 4     |
| 12    | 50 a 54 | 16    |
| 16    | 45 a 49 | 28    |
| 16    | 40 a 44 | 28    |
| 24    | 35 a 39 | 12    |
| 20    | 30 a 34 | 8     |
| 0     | 25 a 29 | 8     |
| 8     | 20 a 24 | 8     |
| 28    | 15 a 19 | 16    |
| 16    | 10 a 14 | 12    |
| 28    | 5 a 9   | 12    |
| 24    | 0 a 4   | 8     |

## Economia
El 2007 la població en edat de treballar era de 308 persones, 214 eren actives i 94 eren inactives. De les 214 persones actives 201 estaven ocupades (109 homes i 92 dones) i 13 estaven aturades (2 homes i 11 dones). De les 94 persones inactives 20 estaven jubilades, 35 estaven estudiant i 39 estaven classificades com a «altres inactius».

### Ingressos
El 2009 a Les Préaux hi havia 159 unitats fiscals que integraven 437,5 persones, la mediana anual d'ingressos fiscals per persona era de 18.371 €.

### Activitats econòmiques
Dels 13 establiments que hi havia el 2007, 5 eren d'empreses de construcció, 1 d'una empresa de comerç i reparació d'automòbils, 2 d'empreses d'hostatgeria i restauració, 1 d'una empresa immobiliària, 2 d'empreses de serveis, 1 d'una entitat de l'administració pública i 1 d'una empresa classificada com a «altres activitats de serveis».
Dels 6 establiments de servei als particulars que hi havia el 2009, 1 era un taller de reparació d'automòbils i de material agrícola, 1 paleta, 2 fusteries, 1 lampisteria i 1 perruqueria.
L'any 2000 a Les Préaux hi havia 9 explotacions agrícoles que ocupaven un total de 546 hectàrees.

## Equipaments sanitaris i escolars
El 2009 hi havia una escola elemental integrada dins d'un grup escolar amb les comunes properes formant una escola dispersa.

## Poblacions més properes
El següent diagrama mostra les poblacions més properes.